# طعم الحياة (مسلسل)
طعم الحياة هو مسلسل درامي مصري من إنتاج عام 2017. المسلسل من إخراج عبد العزيز حشاد، وتأليف أحمد صبحي، ومن بطولة سامو زين، و‌ياسر علي ماهر، و‌صوفية، و‌حسناء سيف الدين، و‌إحسان الترك.

## ملخص القصة
- مسلسل يتكون من عدة قصص منفصلة وكل قصة تتكون من جزئين أو أكثر[4]

## طاقم التمثيل
- سامو زين[5]
- ياسر علي ماهر
- أحمد عبد المجيد
- حسناء سيف الدين
- إحسان الترك
- عزت أبو عوف
- سامية الطرابلسي
- نهال عنبر

## إنتاج
- كتب أحمد صبحي قصة وسيناريو المسلسل، وكان المسلسل من إخراج عبد العزيز حشاد وإنتاج ممدوح شاهين.